# Association Internationale des Critiques d’Art
Die Association Internationale des Critiques d’Art (AICA, Internationale Vereinigung der Kunstkritiker) mit Sitz in Paris wurde 1948/49 gegründet und 1951 von der UNESCO als Nichtregierungsorganisation anerkannt. Ihr gehören nationale Sektionen mit mehr als 4200 Mitgliedern in 64 Ländern an.
Zweck des Vereins ist es, den Einfluss der Kunstkritik zu fördern, die Berufsinteressen der Kollegen zu wahren und die Information und den internationalen Austausch auf dem Gebiet der visuellen Künste zu erleichtern und zu verbessern.
Die deutsche Sektion der AICA wurde 1951 gegründet. Erster Präsident war Franz Roh, der den Vorsitz 1958 an Will Grohmann abgab. Weitere Präsidenten waren Werner Schmalenbach, Karl Ruhrberg, Horst Richter († 22. Dez. 2018), Walter Vitt, Thomas Wulffen, Marie Luise Syring, Danièle Perrier und Kolja Reichert (seit 2023). Etwa 200 Kunstkritiker sind Mitglied der deutschen Sektion. Ihren Sitz hat die AICA Deutschland in Köln. Die AICA Deutschland verleiht jährlich die Auszeichnungen Museum des Jahres, Ausstellung des Jahres und Besondere Ausstellung. Seit 1993 veröffentlicht sie die monografische Schriftenreihe Schriften zur Kunstkritik.
Präsident und Vizepräsidentin der Sektion Schweiz sind Samuel Herzog und Françoise Ninghetto.